# Juliana García Quintanilla
Juliana García Quintanilla (Cuernavaca, Morelos, 1953) es una defensora de los derechos humanos y feminista mexicana. Su trabajo de investigación y documentación sobre el feminicidio en el Estado de Morelos ha tenido influencia en la legislación y las políticas públicas a nivel municipal, nacional y federal con relación a la violencia de género en México. Impulsó el reconocimiento oficial del feminicidio por parte del Estado, logrando que se declarara la Alerta de Violencia de Género y se implementaran medidas de emergencia para proteger la vida de las mujeres en ocho municipios de Morelos. A nivel nacional, contribuyó con la elaboración de las bases de la Ley General de Acceso de las Mujeres a una Vida Libre de Violencia, y con la tipificación penal del feminicidio en México. 
Es la fundadora y coordinadora general de la Comisión Independiente de Derechos Humanos de Morelos (CIDHM), fundadora de la Red Nacional de Organismos Civiles de Derechos Humanos Todos los Derechos para Todas y Todos (Red TDT) e integrante de la Red Nacional de Defensoras de Derechos Humanos de México. Desde 1976 ha publicado cientos de artículos en periódicos y revistas de Morelos, y es columnista sobre temas de derechos humanos para diversos medios y organismos especializados.

## Biografía

### Inicios
Nació en una familia pobre, de migrantes de las zonas rurales del Estado de Morelos y centro sur de México. Su madre sostenía a su familia trabajando como vendedora de frutas en el  Mercado Municipal de Cuernavaca. 
Muy joven comenzó a trabajar de obrera en la fábrica textil de Rivetex, en Cuernavaca. En 1971 tuvo su primera experiencia en un movimiento sindical, cuando despidieron a 110 trabajadoras y comenzó un movimiento por su re-instalación. En 1978, al estar embarazada, fue despedida.
En 1989, con otras compañeras y compañeros, funda la Comisión Independiente de Derechos Humanos de Morelos. En 1992 la constituyen como Asociación Civil (A.C.). Desde el año 2000 es su Coordinadora General.

### Trayectoria
En 1991 inicia su formación en Economía Política y Sociedad en el Instituto de Formación y Capacitación en Ámsterdam, Holanda. Durante los años 1992 y 1993 acredita el Diplomado en Derechos Humanos en la Universidad Iberoamericana en Puebla. Y en 1996 toma el curso de actualización y documentación en Derechos Humanos de HURIDOCS. En 1997 asiste a cursos de análisis de la violencia contra las mujeres, y defensa y promoción de los derechos humanos; y al Curso sobre Instrumentos Nacionales e Internacionales en materia de Derechos Humanos organizado por la Red TDT, en Guadalajara, Jalisco.
En 1976 se integra al Partido Revolucionario de los Trabajadores (PRT) y participa en la fundación del PRT Morelos. Fue impulsora de Mujeres de Morelos (1980-1985). 
En 1992 asiste al Encuentro Feminista Latinoamericano y del Caribe (EFLAC), realizado en El Salvador. Y en 1995 participa en la Cuarta Conferencia Mundial sobre la Mujer en Beijing, China, en representación del periódico para mujeres “María Liberación del Pueblo” y de la CIDHM.

### Feminicidios en Morelos
Desde 2003, Quintanilla denuncia públicamente los feminicidios en el Estado de Morelos e inicia una campaña por su reconocimiento oficial. Funda la Comisión Independiente de Derechos Humanos de Morelos (CIDH Morelos) para documentar este fenómenos. Según la CIDH en Morelos se registraron 981 casos de feminicidio entre 2000 y 2017, y solo tres condenas. No se ha podido identificar al agresor en el 63.75% de los casos. Morelos es uno de los estados mexicanos que encabeza las cifras de asesinatos de mujeres.
Durante los años 2005 y 2006 Quintanilla participa como Coordinadora de la Investigación sobre la Violencia Feminicida en el Estado de Morelos, organizada por la Comisión Especial para Conocer y dar Seguimiento a las Investigaciones Relacionadas con los Feminicidios en la República Mexicana y la  de Justicia Vinculada de la LIX Legislatura de la Cámara de Diputados del H. Congreso de la Unión. Ésta investigación sentó las bases para la elaboración de la ley General de Acceso de las Mujeres a una Vida Libre de Violencia y para tipificar penalmente al Feminicidio como delito.
Dentro de sus principales logros al frente de la CIDHM destaca la Declaratoria de Alerta de Violencia de Género en Morelos, misma que fue solicitada en el 2014 y declarada el 15 de agosto de 2015 para 8 Municipios del Estado. Ese mismo año, se aprueba la Ley para Prevenir, Atender y Erradicar la Desaparición Forzada de Personas para el Estado de Morelos, iniciativa que presentó al Congreso de Morelos como representante de la CIDHM. Actualmente encabeza la campaña Defensoras Somos Todas para visibilizar la labor de todas las Defensoras de Derechos Humanos en México y evitar la violencia estructural en su contra.

## Obras
- Juliana G. Quintanilla, Paloma Estrada Muñoz, José Martínez Cruz, Marco Aurelio Palma Apodaca, y Lilia Flores Macedo, (2018). Alerta de Violencia de Género en Morelos. Informe a 2 años y medio de su declaratoria. CIDHM. México.[19]
- Juliana G. Quintanilla, Paloma Estrada Muñoz, José Martínez Cruz, Marco Aurelio Palma Apodaca, y Lilia Flores Macedo, (2017). Alerta de Violencia de Género en Morelos. Violencia Institucional: Entre la Dilación, la Omisión y la Ignorancia. CIDHM. México.[20]
- Juliana G. Quintanilla, Paloma Estrada Muñoz, José Martínez Cruz, Marco Aurelio Palma Apodaca, Lilia Flores Macedo. (2016).   A 1 año de la Alerta de Violencia de Género en Morelos, se requiere reforzar la lucha contra el feminicidio. CIDHM. México.[21]
- Juliana G. Quintanilla, Paloma Estrada Muñoz, José Martínez Cruz y Marco Aurelio Palma Apodaca. (2016). Defensoras Somos Todas 2. Protocolo de Atención y protección contra las mujeres Defensoras de Derechos Humanos en la República Mexicana. CIDHM. México.[22]
- Juliana G. Quintanilla, Paloma Estrada Muñoz, José Martínez Cruz y Marco Aurelio Palma Apodaca. (2016). Alerta de Violencia de Género en Morelos. Informe Sombra. AVG Morelos. Informe de Investigación a 6 meses de su Decreto. CIDHM. México.[23]
- Juliana G. Quintanilla, Paloma Estrada Muñoz, José Martínez Cruz y Marco Aurelio Palma Apodaca. (2015). Alerta de Violencia de Género en Morelos. Informe Sombra. CIDHM. Méxi

- Juliana G. Quintanilla, Paloma Estrada Muñoz, José Martínez Cruz y Marco Aurelio Palma Apodaca. (2014). Defensoras Somos Todas. Análisis de la Violencia Contra las Mujeres Defensoras de Derechos Humanos en la República Mexicana. CIDHM. México.[24]
- Juliana G. Quintanilla, José Martínez Cruz, Paloma Estrada Muñoz y Marco Aurelio Palma Apodaca. (2013). Informe de Investigación. Alerta de Violencia de Género ante 13 años de Feminicidios imparables en Morelos. CIDHM. México. Impreso en el año 2016 gracias al apoyo de ONU Mujeres México.[25]
- José Martínez Cruz, Juliana G. Quintanilla, Aura Hernández y Julio Melchor Rivera Perrusquía. (2002). La Izquierda y los movimientos sociales en Morelos. Desde Abajo. CIDHM. México.[26]

## Premios y reconocimientos
- Reconocimiento “Ponciano Arriaga” categoría Trayectoria por  su compromiso continuo en favor de los derechos humanos, 2016.[3][27][28]
- Reconocimiento Banco de Buenas Prácticas contra la Violencia hacia las Mujeres y las Niñas “Hermanas Mirabal 2016”.[29]